# Бусеназ Сюрменелі
Бусеназ Сюрменелі (тур. Busenaz Sürmeneli; нар. 26 травня 1998) — турецька боксерка, олімпійська чемпіонка 2020 року, чемпіонка світу, Європи та Європейських ігор.

## Любительська кар'єра
Європейські ігри 2019
- 1/8 фіналу:Перемогла Лав Холгерсон (Швеція) — 4-1
- 1/4 фіналу:Програла Нушці Фонтейн (Нідерланди) — 0-5

Чемпіонат світу 2019
- 1/16 фіналу:Перемогла Кай Скотт (Австралія) — 5-0
- 1/8 фіналу:Перемогла Ассунту Камфору (Італія) — 5-0
- 1/4 фіналу:Перемогла Крістіну Десмонд (Ірландія) — 5-0
- 1/2 фіналу:Перемогла Саадат Далгатову (Росія) — 3-2
- Фінал:Перемогла Янг Ліу (Китай) — 4-0

Олімпійські ігри 2020
- 1/8 фіналу:Перемогла Кароліну Кожевську (Польща) — 5-0
- 1/4 фіналу:Перемогла Анну Лисенко (Україна) — 5-0
- 1/2 фіналу:Перемогла Ловліну Боргохайн (Індія) — 5-0
- Фінал:Перемогла Гу Хон (Китай) — 3-0

На Європейських іграх 2023 перемогла п'ятьох суперниць і стала чемпіонкою.
Олімпійські ігри 2024
- 1/8 фіналу:Перемогла Анету Ригельську (Польща) — 4-1
- 1/4 фіналу:Програла Джанджем Суваннафенг (Таїланд) — 1-4